# Castell de la Llaguna
El Castell de la Llaguna, o Torre del Capil, (château de la Llagonne en francès) és una antiga fortificació, actualment arruïnada, del poble nord-català de la Llaguna, a la comarca del Conflent. Algunes fonts han situat l'edifici al Capcir. Únicament en resta una torre, anomenada del Capil, i alguns vestigis a l'església fortificada de Sant Vicenç de la Llaguna, edificada a l'indret de l'antic castell.

## Història

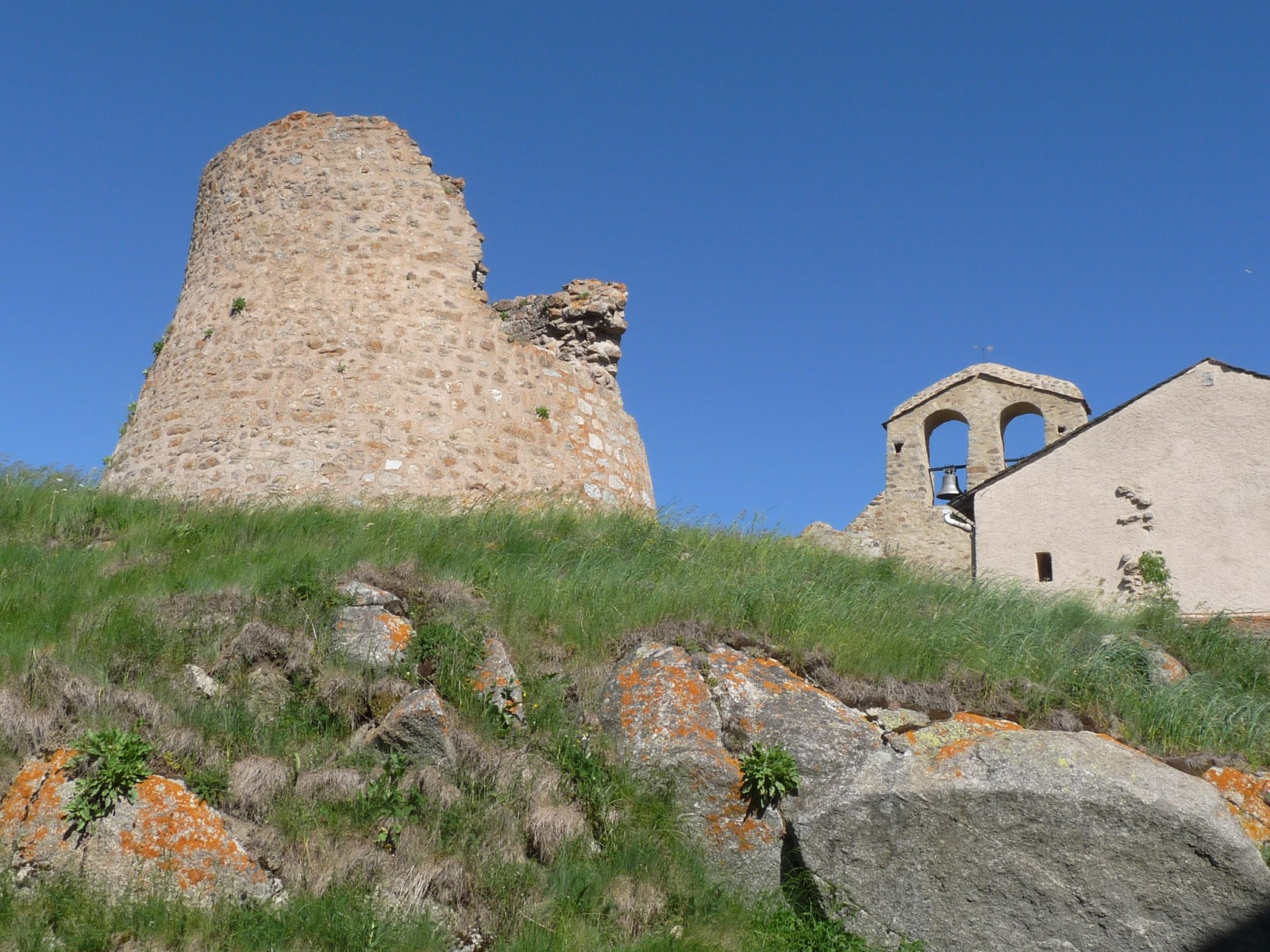
La Torre del Capil

La Llaguna apareix esmentada a la documentació ja el 942. Encara que la construcció del castell no està documentada, el 1267 s'esmenta un castrum de ça Laguna en ocasió de bastir-s'hi una torre de guaita, l'única resta del castell que es manté en l'actualitat. Aquesta torre, el Capil, formava part del dispositiu de torres de guaita de la Catalunya del Nord, i es comunicava mitjançant senyals òptics amb torres similars a Ovança, la Quillana, Fetges (Sautó), Prats de Balaguer (Fontpedrosa) i els Angles, la majoria de les quals són desaparegudes en el present. La seva funció era prevenir les invasions militars franceses de la Cerdanya.
El conjunt format pels vestigis de l'antic castell, amb la totalitat de l'església parroquial de Sant Vicenç, la torre del Capil, el recinte fortificat i l'antic cementiri, juntament amb el sòl de les parcel·les cadastrals corresponents, va ser declarat monument històric de França el 2 de maig del 1927.

## Arquitectura

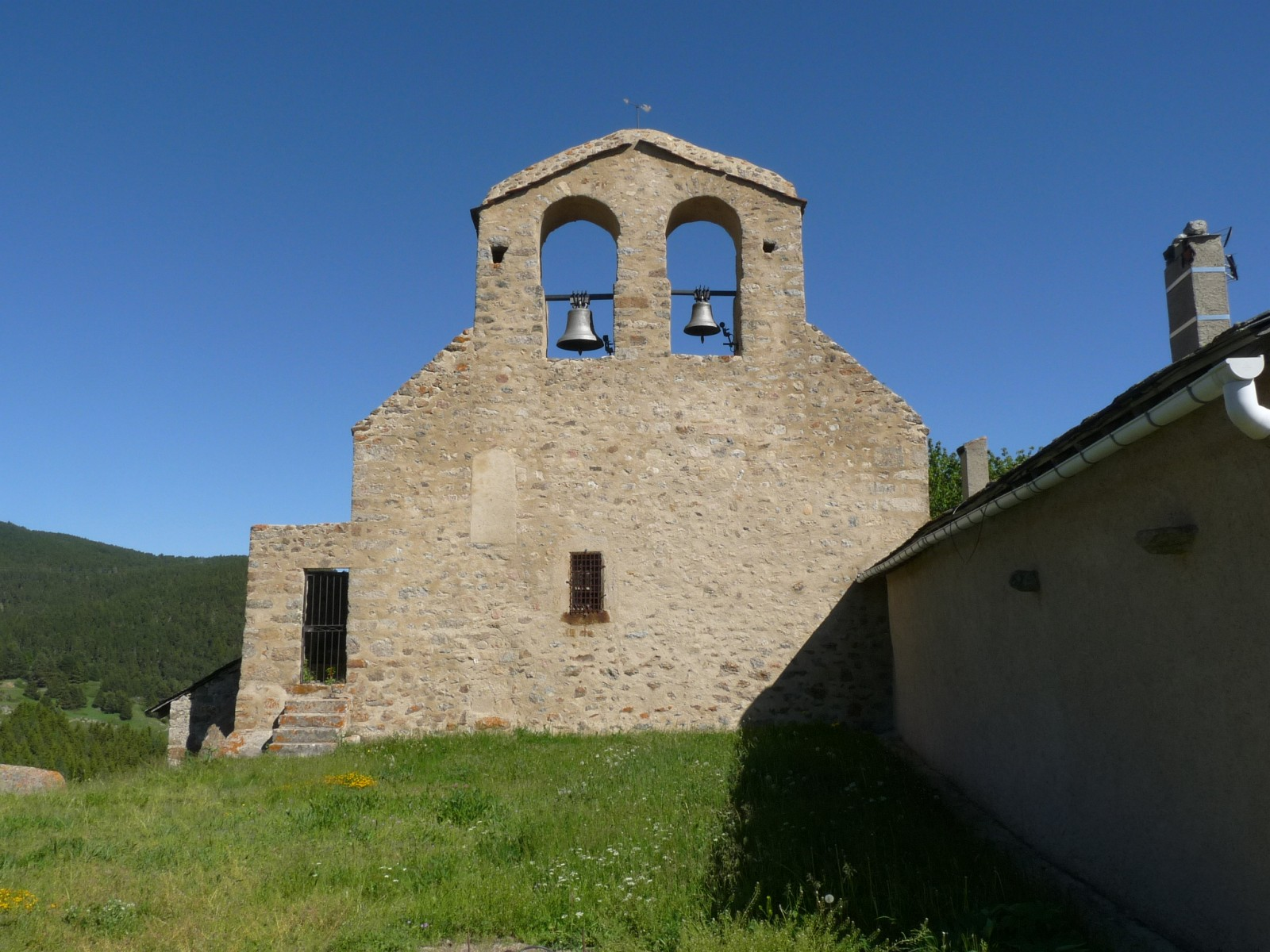
Sant Vicenç de la Llaguna

De l'antiga fortificació en un turó dominant la vila, no en resta gran cosa. Únicament la torre circular que es dreça al costat de l'església de Sant Vicenç. Aquesta darrera mostra a l'alta porta d'entrada en la façana sud del presbiteri pedres reaprofitades de l'anterior construcció. L'església, de planta rectangular, acaba en uns paret plana que reemplaça l'antic absis semicircular. Remata l'església un campanar d'espadanya.
Escapçada i mig enrunada per la cara sud, el que resta de la torre circular té una alçada aproximada de 9 metres, i encara es poden endevinar les dues plantes de què constava, la inferior marcada per l'arrencada de la volta de pedra que la cobria, i amb la part alta perforada per espitlleres. Té un diàmetre interior de 4,5 m. a la base, diàmetre que s'estreny en alçada, i una amplada de murs -també a la base- de 2,5 m.

## Bibliografia

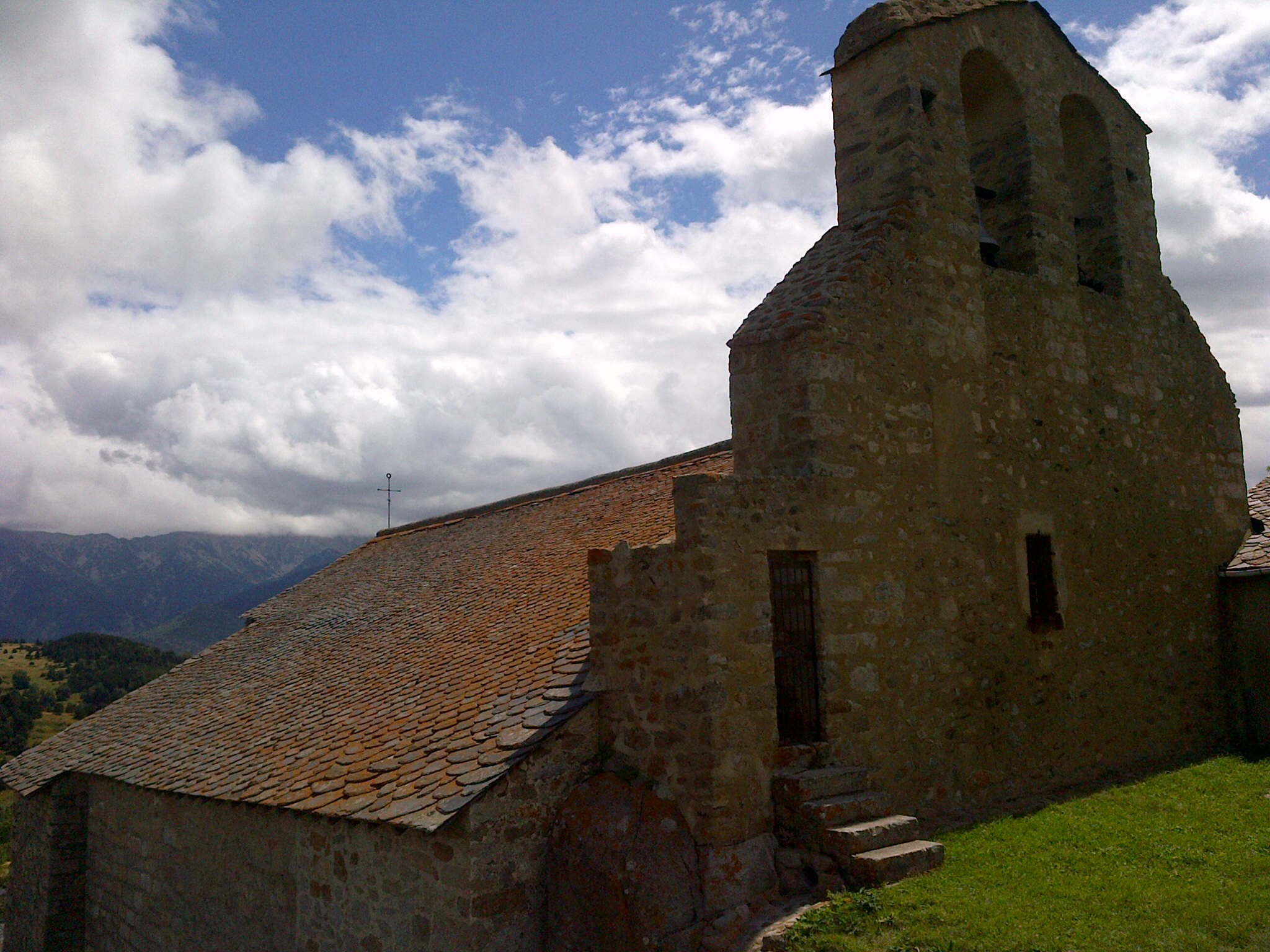
Vista des de l'oest